# Philautus surrufus
Philautus surrufus és una espècie de granota que es troba a les Filipines. Està amenaçada d'extinció per la pèrdua i la fragmentació del seu hàbitat natural que va atènyer mens de cinq mil km².

## Descripció
La femella de Philautus surrufus fa de 26 a 36 mm i el mascle 20 a 28 mm. Difereix dels altres espècies del grup surdus per la seva mida més petita, el patró vermellós de la seva esquena d'un marró clar i la pell llissa. El ventre és de color marfil amb taques color marró, except per als joves.